# Sedum
Genre
Classification phylogénétique
Sedum est un genre de plantes succulentes appartenant à la famille des Crassulacées. Il comprend plus de 400 espèces que l'on retrouve à travers l'hémisphère nord. Les sedums (ou orpins) peuvent être des plantes de rocaille ou de petits arbustes. Ces plantes stockent de l'eau dans leurs feuilles et donnent des fleurs en étoile à 5 branches (parfois 4 ou 6). Ils ont généralement 2 fois plus d'étamines que de pétales.
Certains sedums ont été reclassés parmi les Hylotelephium.

## Étymologie
Du latin sedare, apaiser (allusion aux Sedums et autres Sempervivum qui étaient autrefois utilisés pour la préparation d'onguents cicatrisants) ou sedere, s’asseoir (allusion au port tapissant des plantes à la croissance lente).

## Principales espèces
- Sedum acre L. — orpin âcre
- Sedum album L. — orpin blanc
- Sedum allantoides
- Sedum alpestre Vill.

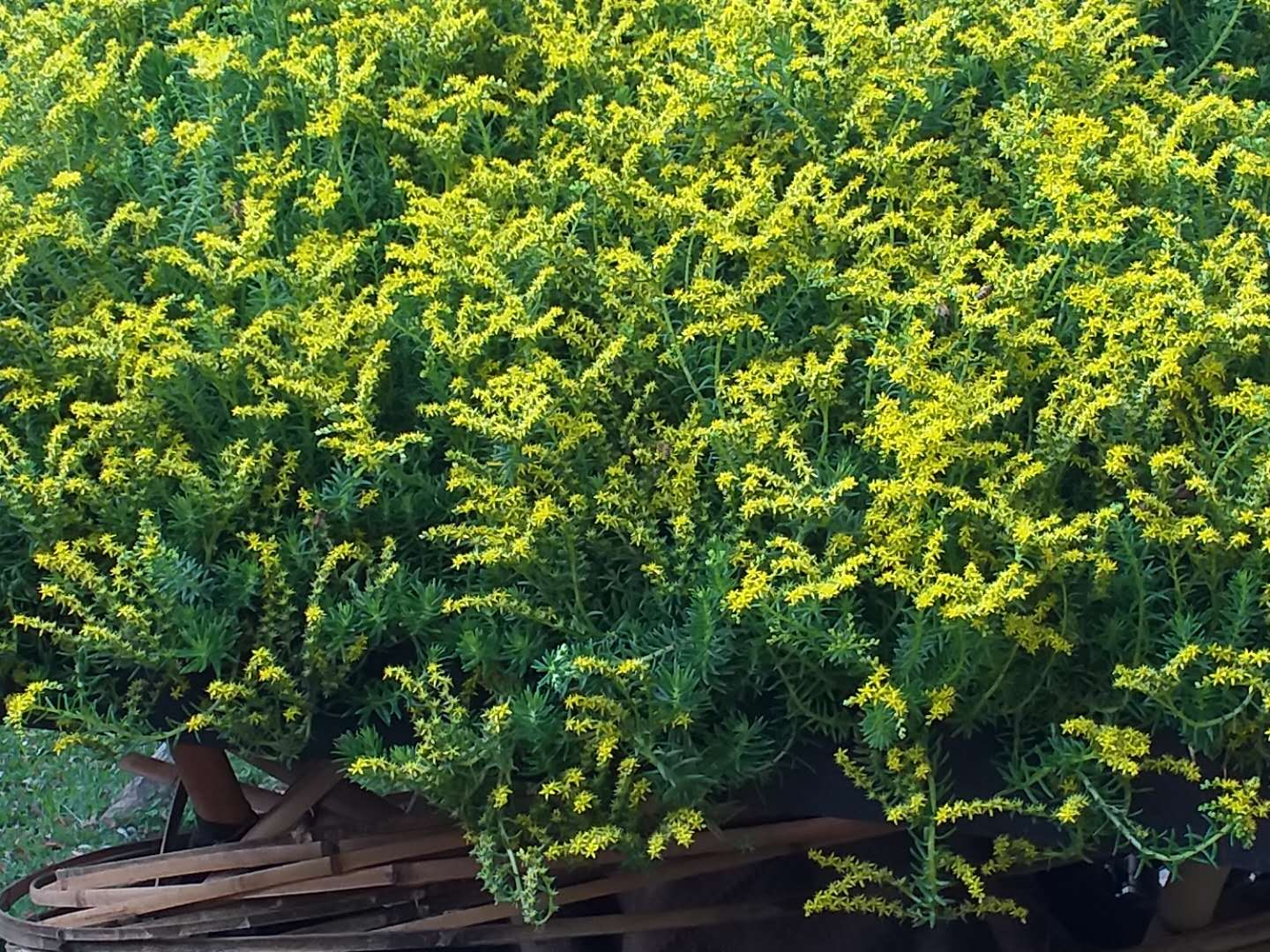
Sedum lineare.

- Sedum altissimum Poir. — orpin de Nice, syn. Sedum nicaeense All. ; Sedum sediforme (Jacq.) Pau
- Sedum amplexicaule DC.
- Sedum anacampseros L., Hylotelephium anacampseros
- Sedum anglicum Huds.
- Sedum annuum
- Sedum anomalum Britton
- Sedum anopetalum DC.
- Sedum athoum DC.
- Sedum atratum L.
- Sedum atropurpureum Turcz.
- Sedum australe
- Sedum boloniense Loisel.
- Sedum borissovae Balk.
- Sedum brevifolium DC.
- Sedum bulbiferum Makino
- Sedum burrito
- Sedum cauticola
- Sedum caespitosum (Cav.) DC. — orpin rougeâtre
- Sedum cepaea L. — orpin pourpier
- Sedum cockerellii Britton
- Sedum caeruleum L. — orpin bleuâtre
- Sedum clavatum R.T.Clausen
- Sedum compressum Rose
- Sedum conzattii Rose
- Sedum corsicum Duby
- Sedum cotyledon
- Sedum dasyphyllum L. — orpin à feuilles épaisses
- Sedum debile S. Wats.
- Sedum dendroideum DC.
- Sedum diffusum S. Watson
- Sedum divergens S. Wats.
- Sedum douglasii Hook.
- Sedum ebracteatum  Moc. & Sessé ex DC.
- Sedum erythrostictum Miq.
- Sedum euphorbioides Schltdl. ex Ledeb.
- Sedum ewersii, Orpin de l'himalaya
- Sedum forsterianum Sm.
- Sedum gattefossei Batt.
- Sedum glaucum Lam.
- Sedum gracile Haens. ex Willk.
- Sedum greggii Hemsl.
- Sedum havardii Rose
- Sedum hemsleyanum Rose
- Sedum hirsutum All.
- Sedum hispanicum L.
- Sedum iwarenge (Makino) Makino
- Sedum kamtschaticum Fisch., 1841
- Sedum lanceolatum
- Sedum leblancei Raym.-Hamet
- Sedum lineare Thunb.
- Sedum lucidum
- Sedum lydium Boiss.
- Sedum magellense Ten.
- Sedum moranense Kunth
- Sedum morganianum E. Walther
- Sedum multiceps Coss. & Durieu
- Sedum napiferum Peyr.
- Sedum nevii A. Gray
- Sedum nicaeense All. — orpin de Nice, syn. Sedum sediforme (Jacq.) Pau
- Sedum nussbaumerianum Georg Bitter 1923 = Sedum adolphi Hamet ou Sedum adolphii
- Sedum nuttallianum Raf.
- Sedum oregonense
- Sedum pachyphyllum Rose
- Sedum palmeri S. Watson
- Sedum parvum Hemsl.
- Sedum pilosum M. Bieb.
- Sedum pulchellum Michx.
- Sedum purpureum (L.) Schult.
- Sedum rotundifolium Lam.
- Sedum rubens L.
- Sedum rubrotinctum R. T. Clausen
- Sedum rupestre L. — orpin des rochers, syn. Sedum reflexum L.
- Sedum rupicola G. N. Jones
- Sedum sarmentosum Bunge
- Sedum sediforme (Jacq.) Pau
- Sedum sempervivoides Fisch. ex M. Bieb.
- Sedum sempervivum Ledeb. ex Spreng.
- Sedum sexangulare L. — orpin doux, syn. Sedum boloniense Loisel.
- Sedum spathulifolium Hook.
- Sedum spurium
- Sedum stahlii Solms
- Sedum stenopetalum Pursh
- Sedum stribrnyi Velen.
- Sedum subtile Miq.
- Sedum takesimense — Seomgirincho
- Sedum ternatum Michx.
- Sedum villosum L.
- Sedum woodwardii N. E. Br.

### Espèces déplacées vers d'autres genres
- Sedum telephium = Hylotelephium telephium
  - Sedum telephium subsp. maximum = Hylotelephium telephium subsp. maximum = Hylotelephium maximum (nouvelle espèce récemment reconnue)
- Sedum spectabile = Hylotelephium spectabile

## Utilisations
Par leur variation de formes et de couleurs décoratives, ainsi que leur rusticité, de nombreux orpins sont cultivés comme plantes ornementales servant de « bouche-trous » dans les parcs et jardins. Les feuilles et les tiges de la plupart des espèces sont comestibles crues ou cuites en petites quantités. Celles du Sédum à feuilles teintée de rouge et de l'orpin âcre sont toxiques, les tiges feuillées de ce dernier étant pourtant parfois consommées même si elles provoquent des inflammations des voies digestives, d'où leur emploi plutôt comme condiment.
Certaines espèces sont également utilisées sur des toitures végétales avec une faible profondeur de substrat.